# Butzow
Butzow – miejscowość i gmina w Niemczech, w kraju związkowym Meklemburgia-Pomorze Przednie, w powiecie Vorpommern-Greifswald, wchodzi w skład Związku Gmin Anklam-Land.

## Toponimia
Nazwa pochodzenia słowiańskiego, od imienia osobowego Budzisz (por. Budziszyn).